# Zágon (keresztnév)
A Zágon Mikes Kelemen szülőfalujának nevéből vált keresztnévvé, a helységnév szláv eredetű, jelentése földdarab, egy bizonyos nagyságú földterület.

## Gyakorisága
Az 1990-es években szórványos név, a 2000-es években nem szerepel a 100 leggyakoribb férfinév között.

## Névnapok
- augusztus 23.[2]
- november 17.[2]